# Дечја права
Дечја права су израз признања међународне заједнице о постојању посебних потреба деце. Она су утврђена Конвенцијом о правима детета усвојеном од Генералне скупштине Уједињених нација 1989. године. Конвенција предвиђа четири категорије права: обезбеђење, заштиту, партиципацију и превенцију. Обезбеђење садржи права на живот и развој, име и држављанство, право да дете зна ко су му родитељи и да се старају о њему. У овом делу Конвенција недвосмислено потврђује да је најбољи интерес детета да га одгајају његови родитељи, а да држава има обавезу да им у томе помогне. Категорија заштите подразумева право на заштиту од сваке физичке, сексуалне, психолошке експлоатације детета. Категорија партиципације садржи грађанска права и слободе детета као активног учесника у складу са његовим годинама и зрелошћу. Конвенција посебно наглашава право детета да се чује његово мишљење о свим питањима које га се тичу. Дете јесте свако људско биће које је рођено, па до навршених 18 година живота по важећим прописима у Републици Србији. Права детета су опште позната чињеница и данас су израз признања међународне заједнице о постојању посебних потреба деце, она су недељива и целовито се остварују, тако да ниједно право детета аутоматски не искључује друго.
Најважнији међународни пропис јесте Конвенција о правима детета из 1989. године. Најважнији домаћи пропис је Породични закон Републике Србије из 2015. године. Такође Република Србија је израдила преднацрт Закона о правима детета, где је један од главних циљева за заштиту права детета, уведена је посебна институција/орган Заштитник права детета.
Права детета су у међусобној корелацији са обавезама и дужностима родитеља, те тако оно што представљају дужности и обавезе родитеља јесу уједно и права детета. Тако нпр. родитељи имају обавезу да чувају своје малолетно дете, а што уједно значи да малолетно дете има право да живи са својим родитељима. 

### Законодавство у Србији
Закон у Србији јасно поставља права детета као једно од најважнијих циљева развоја друштва, те се тако Породичним законом као једно од главних начела поставља промовисање посебних права детета. Држава има обавезу да поштује, штити и унапређује права детета. Закон такође изједначава децу која су рођена у браку и ван њега у свим правима.

### Најзначајнија права детета
Најзначајнија права детета:
- Дете има право да зна ко су му родитељи,
- Дете има право да живи са родитељима и да се родитељи старају о њему,
- Дете има право да одржава личне односе са родитељем са којим не живи,
- Дете има право на образовање у складу са својим способностима и жељама,
- Дете има право на заштиту од насиља у породици,
- Дете има право на обезбеђивање најбољих животних и здравствених услова за правилан развој.
- Дете има право на своју приватност.[2]